# Biserica de lemn din Antăș

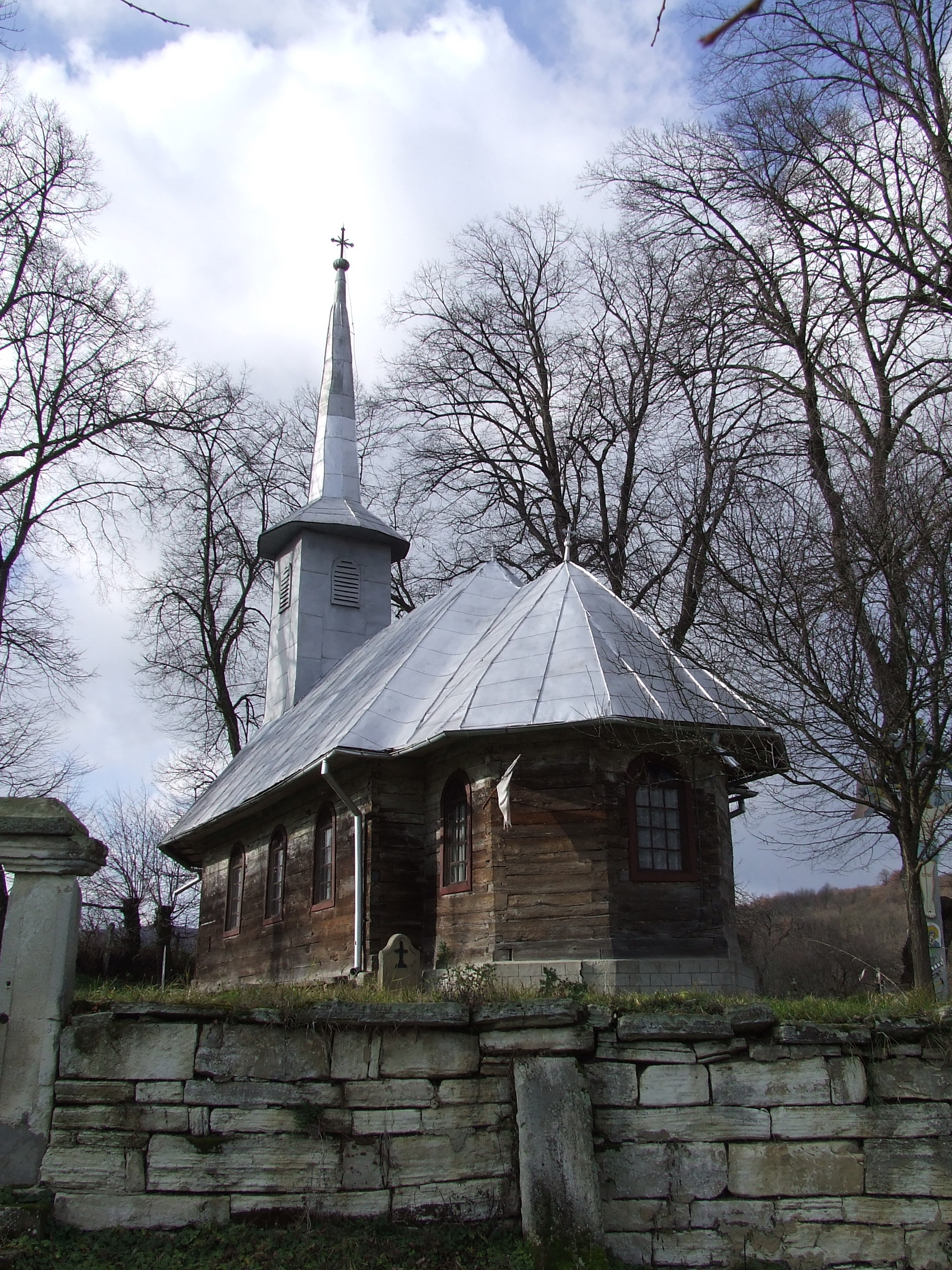
Biserica de lemn „Sfinții Arhangheli Mihail și Gavriil” din Antăș, județul Cluj, foto: noiembrie 2007.

Biserica de lemn din Antăș, comuna Bobâlna, județul Cluj, datează din anul 1909. Biserica nu se află pe noua listă a monumentelor istorice.

## Istoric
Biserica este construită la începutul secolului trecut. Din inscripția aflată deasupra intrării aflăm că la edificarea bisericii din Antăș au fost folosite lemnele de la alte două biserici de lemn, una fiind vechea biserică de lemn din Bobâlna, iar cea de-a doua fiind vechea biserică a mănăstirii de la Șimișna, județul Sălaj strămutată în Pustuța în 1795.
În 1638 satul avea biserică și preot. Biserica actuală de lemn, cu hramul „Sfinții Arhangheli Mihail și Gavriil”, a fost edificată între 1910-1912. Pe un Minei din 1838, cumpărat în 1889 de Balint Ioan a Vasilichii Bodogului, este o amplă însemnare privind construirea lăcașului: „Această sfântă Biserică s-au edificat de meșter Tămaș David din Curtuiuș, de Ioan Pop din Antăș și de Pușcaș Nicolae tot din Antăș. Acești trei meșteri au făcut biserica din două biserici din care una au fost biserica din locu și din biserica cumpărată din Olpretu. S-au edificatu această biserică în anulu 1909 și 1910 și s-au sfințitu în al 6-lea noiembrie 1910 fiind președinte Protopop Alexandru Pop născut în Lujerdiu și cantor de biserică Ioan Popu din locu, născut în anul 1841 și fiind cantor din 1870 până la facerea bisericii. Tot Ioan Pop, astalășu, au fost lucrător cu barda și toată feștitura de dânsul și iconostasul bisericii l-au făcut. Moroșan Onuțiu au fost conducătorul bisericii acesteia pe cum se vede deasupra ușii bisericii din afară. S-au scris de Ioan Popu, Căprar Ioan fiind fătu și Cristea Gabor lui Todor au fost prim corator.”

## Patrimoniu
Clopote: de 45 kg, de 50 de kg, turnate în 1925 la Sibiu.
Cărți: Octoih, Liturghier, Sibiu, 1798; Molitvelnic, București, 1764; Minei, 1838; Strastnic, Blaj, 1929.
Casa parohială. se află lângă biserică.
Bunuri funciare: sesie bisericească veche 14 iugăre.

## Galerie de imagini

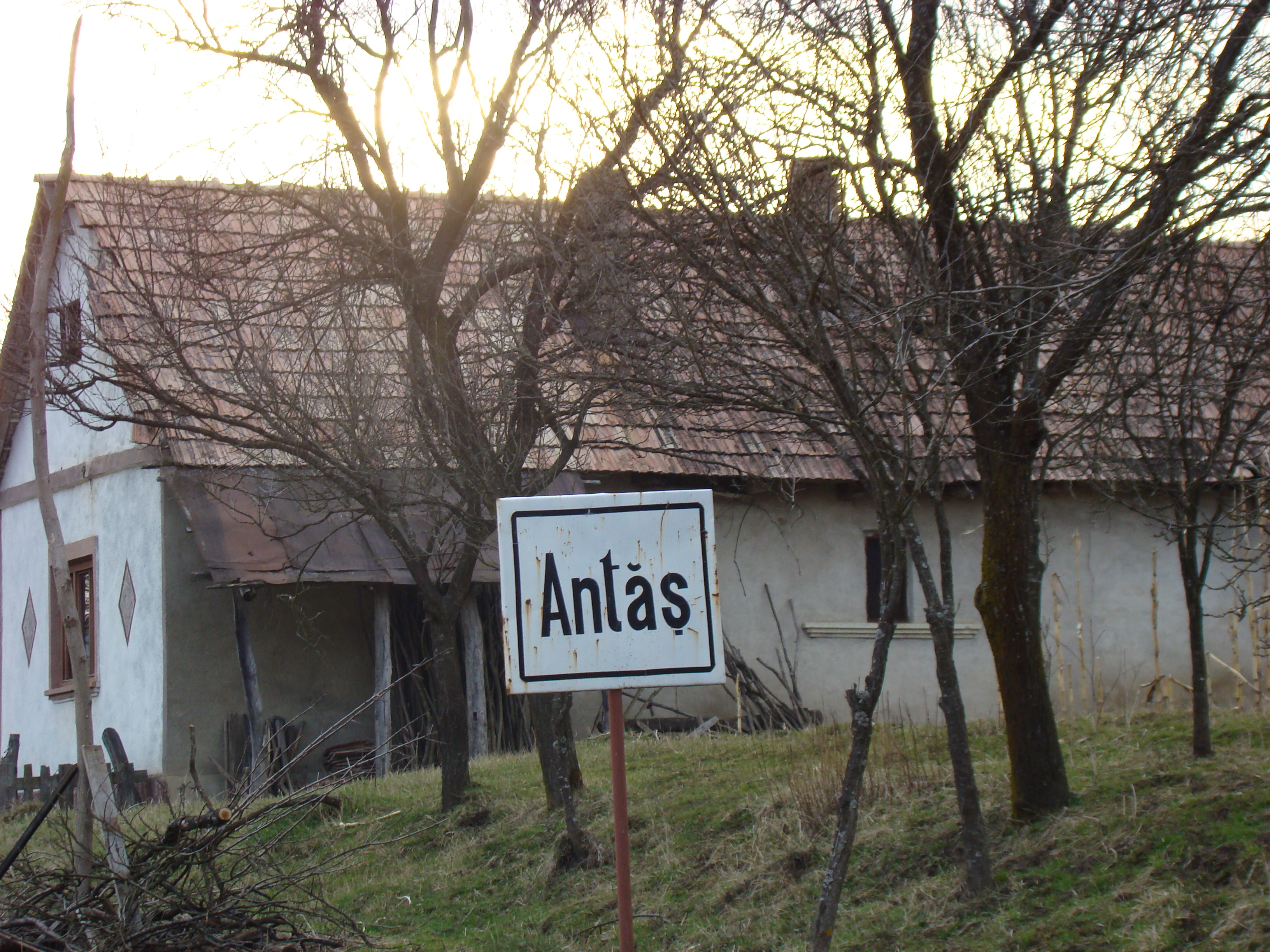
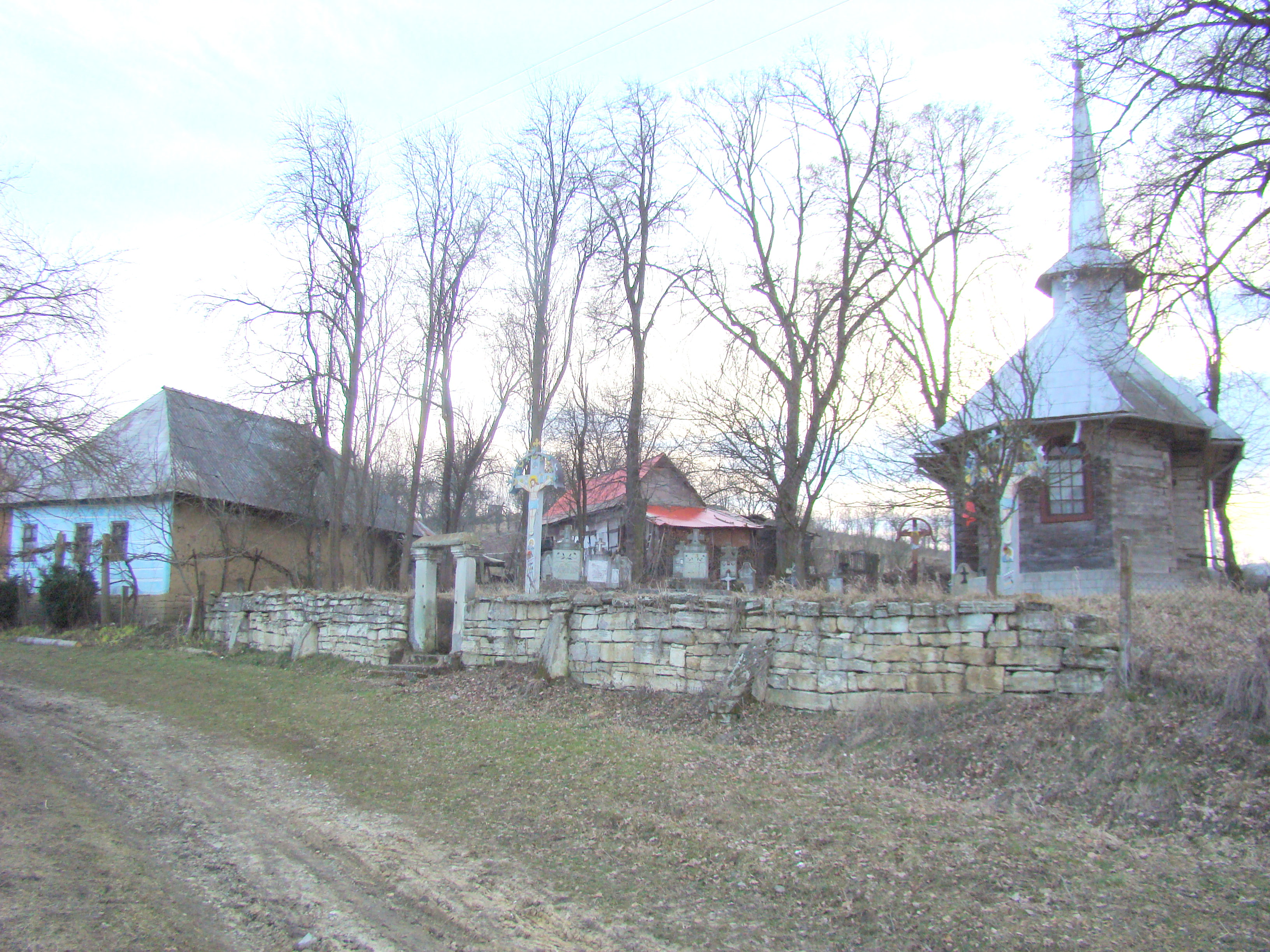
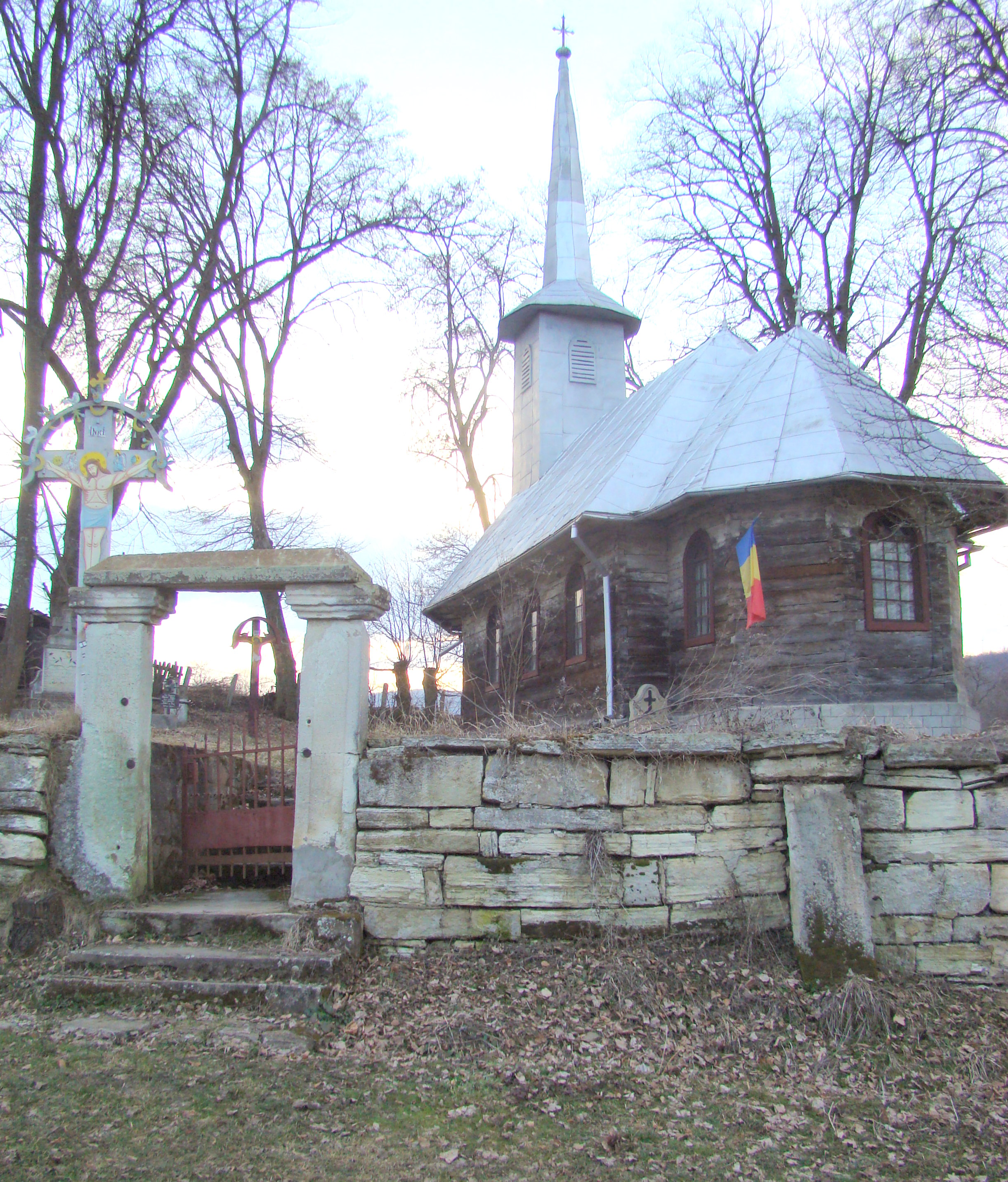
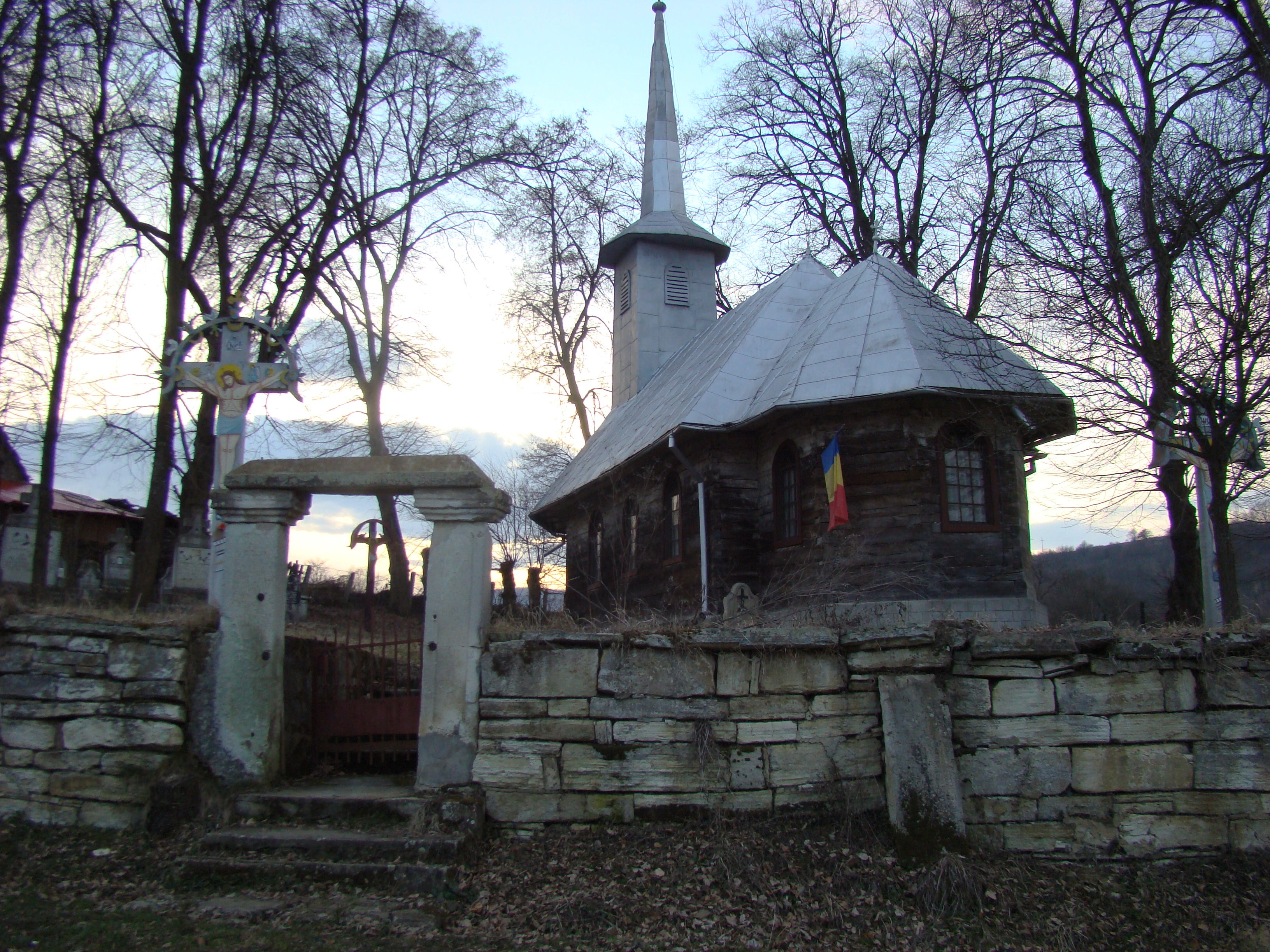
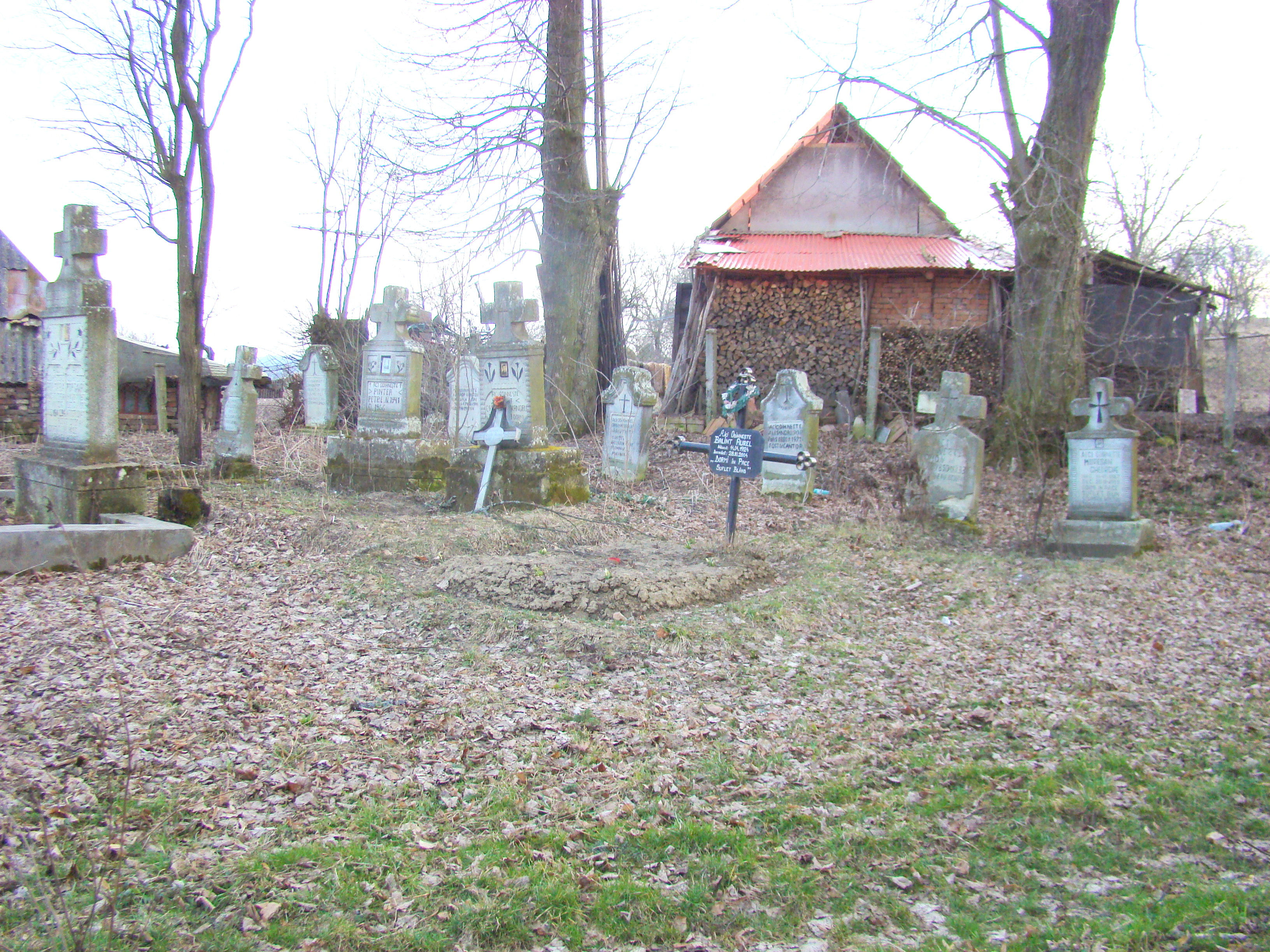
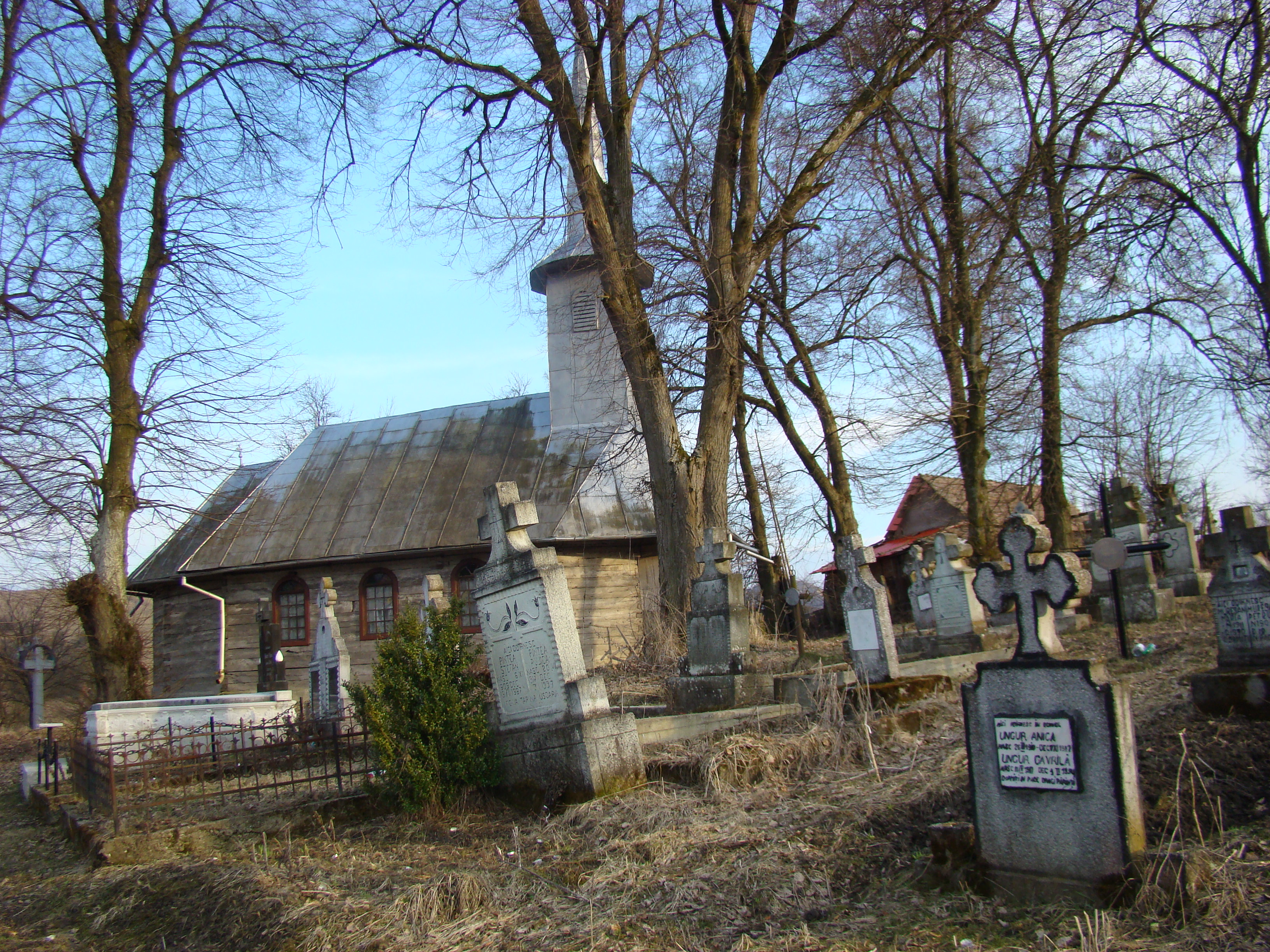
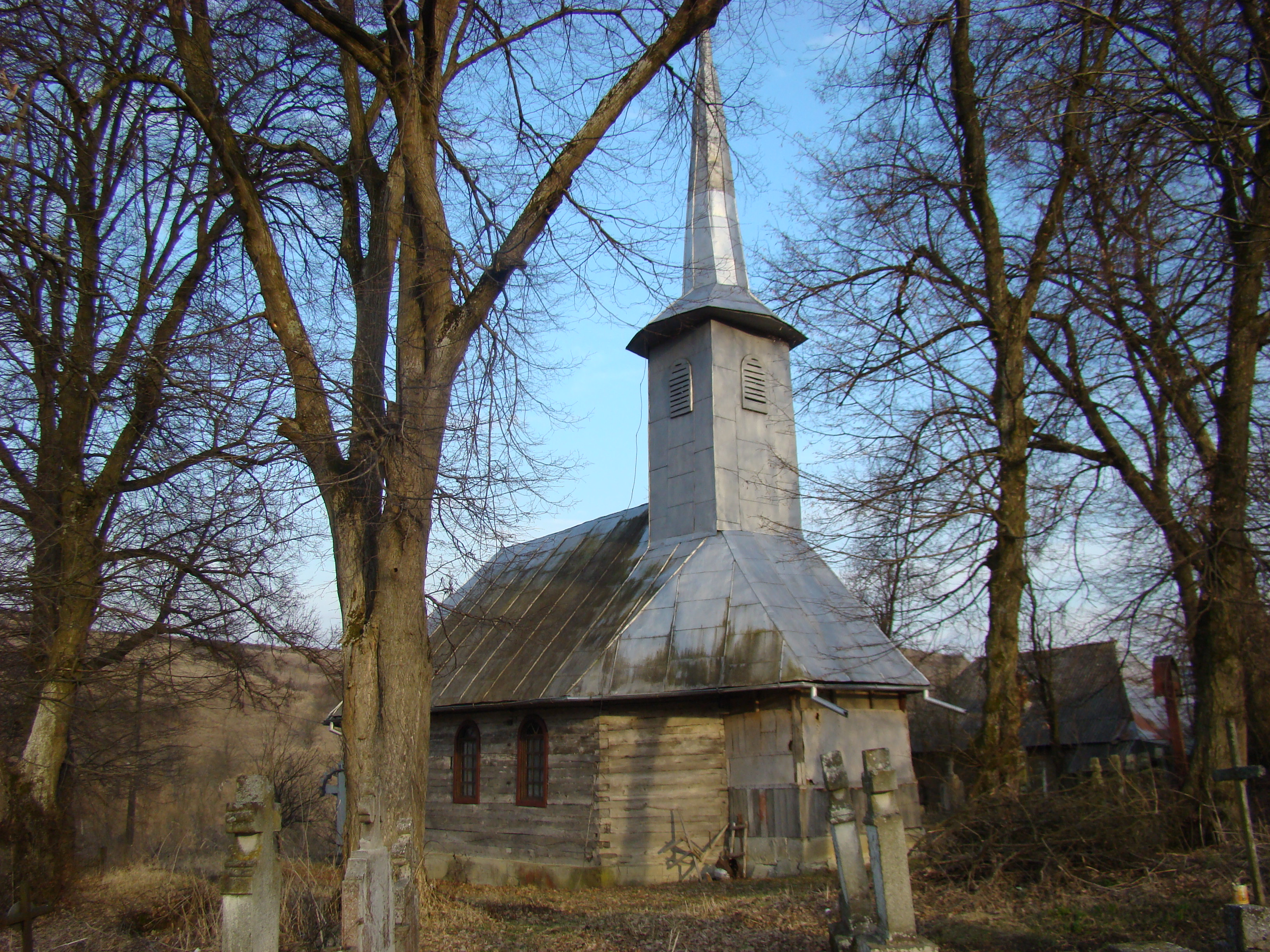
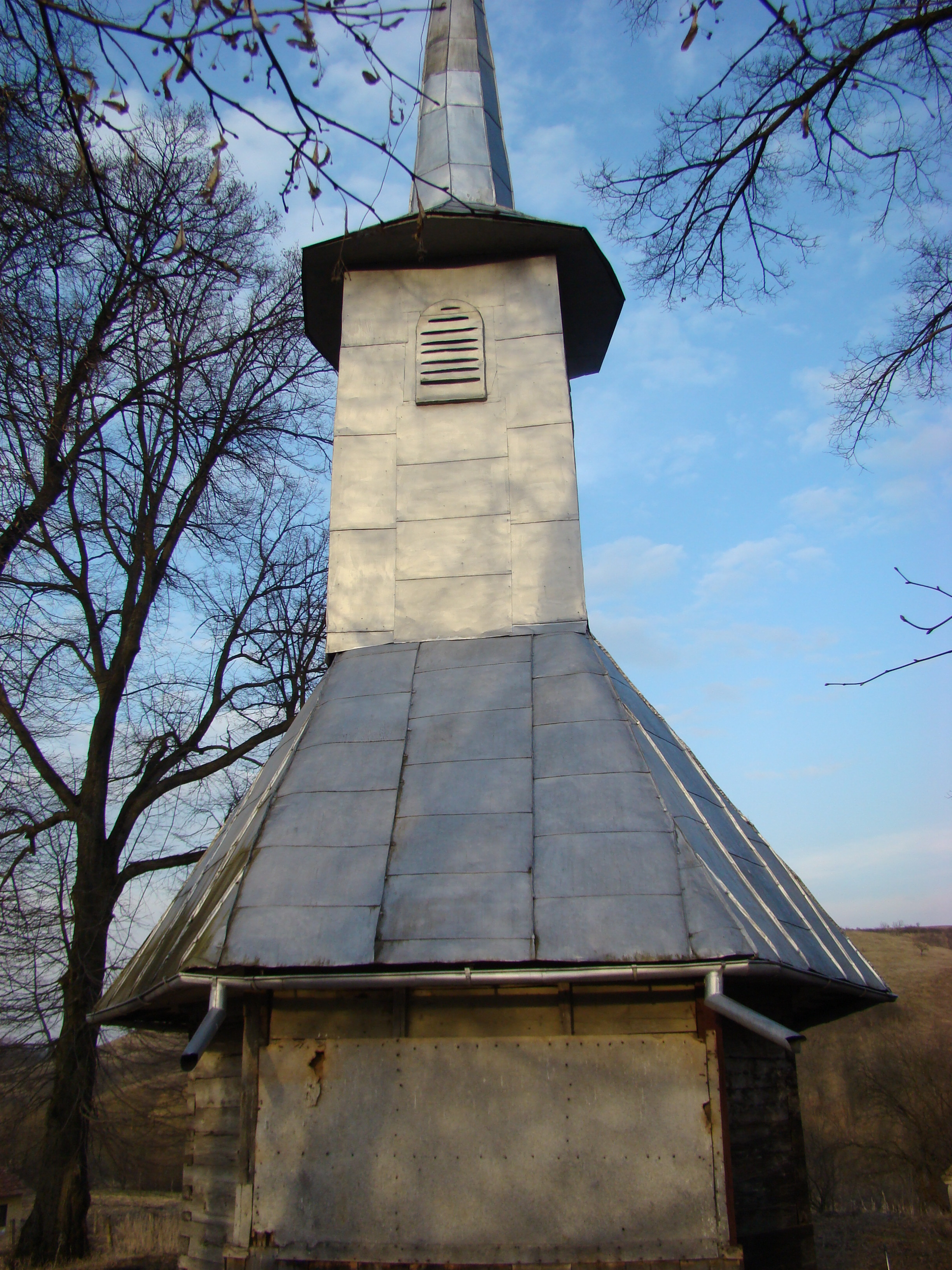
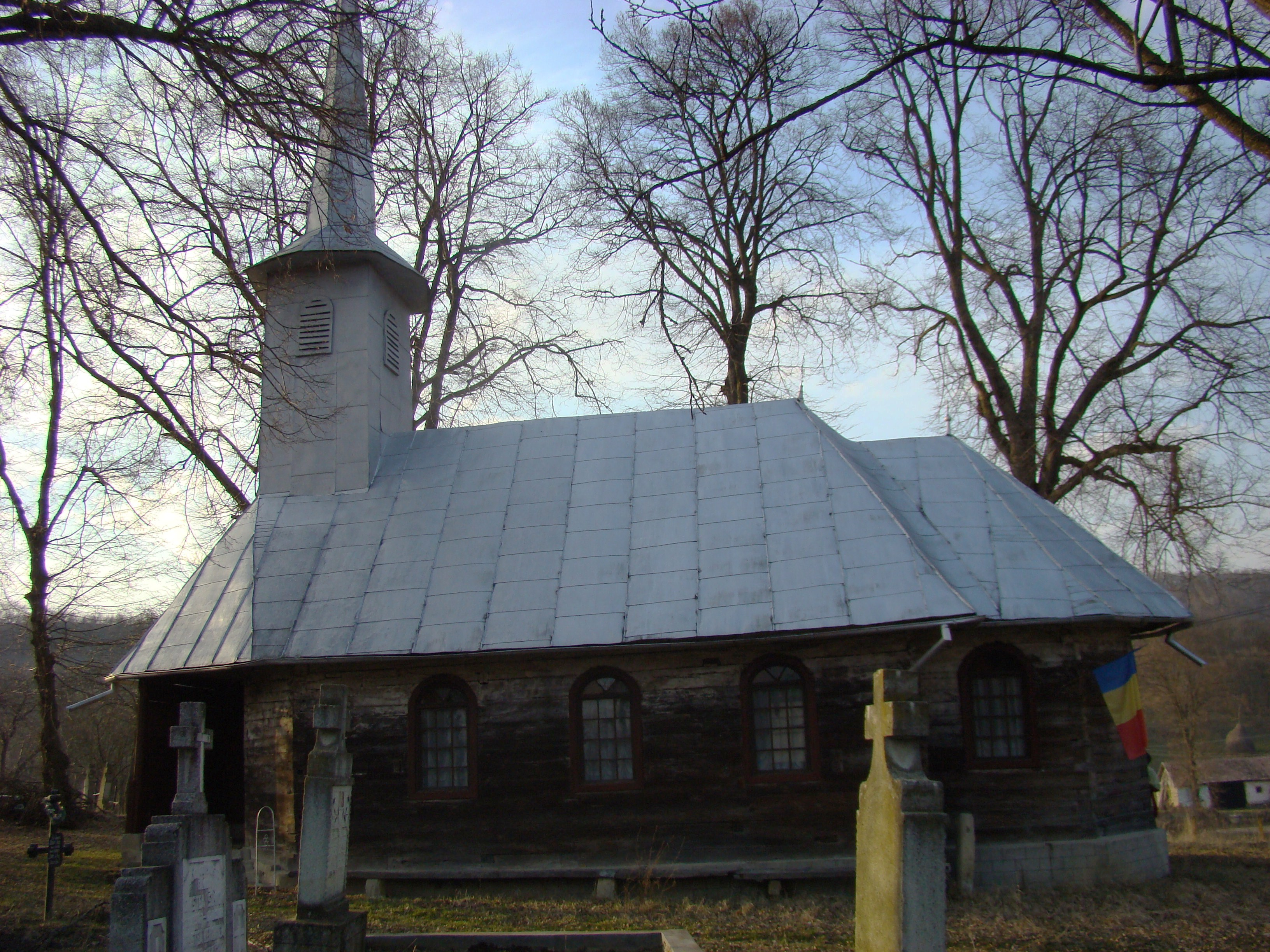
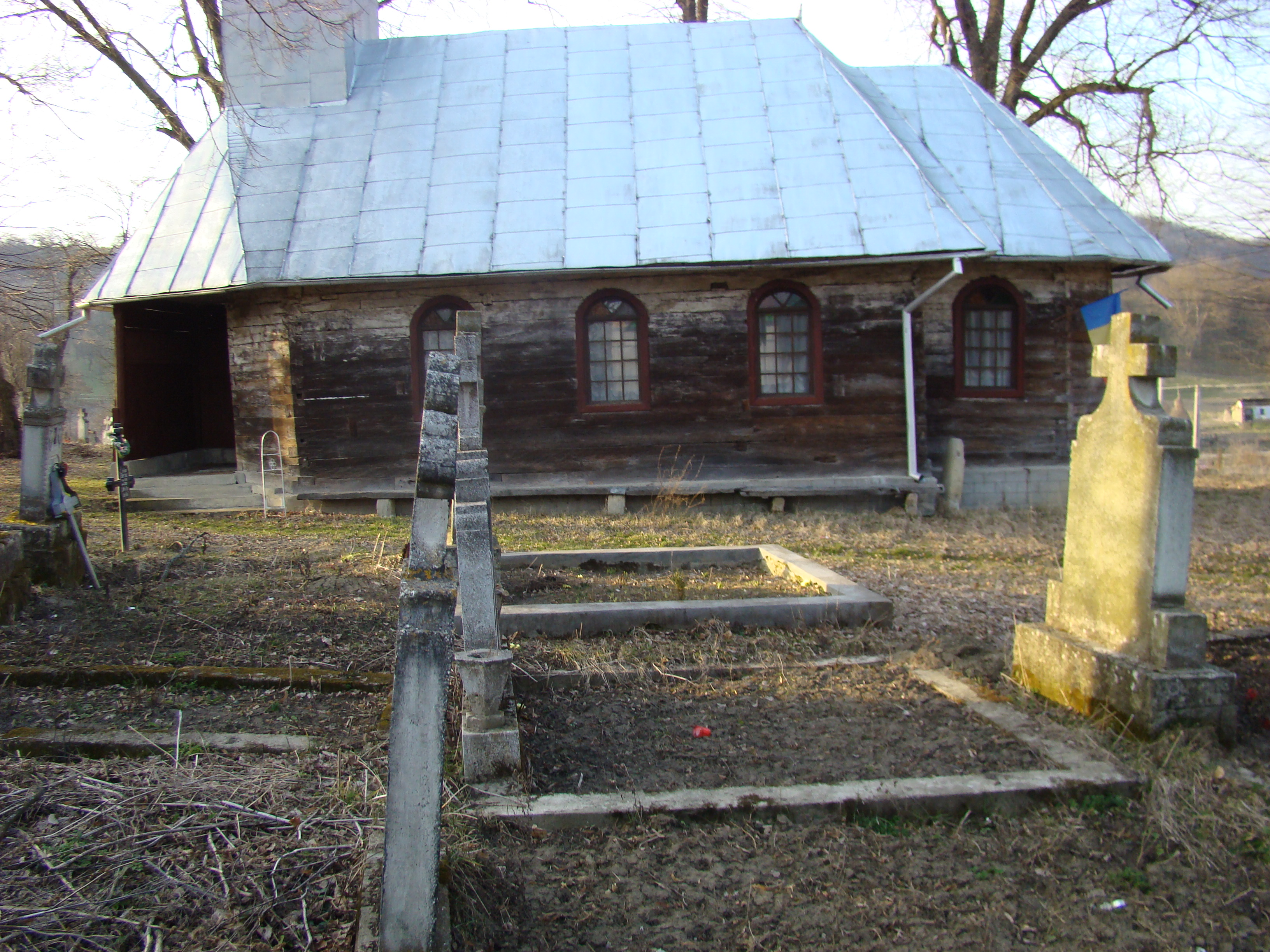
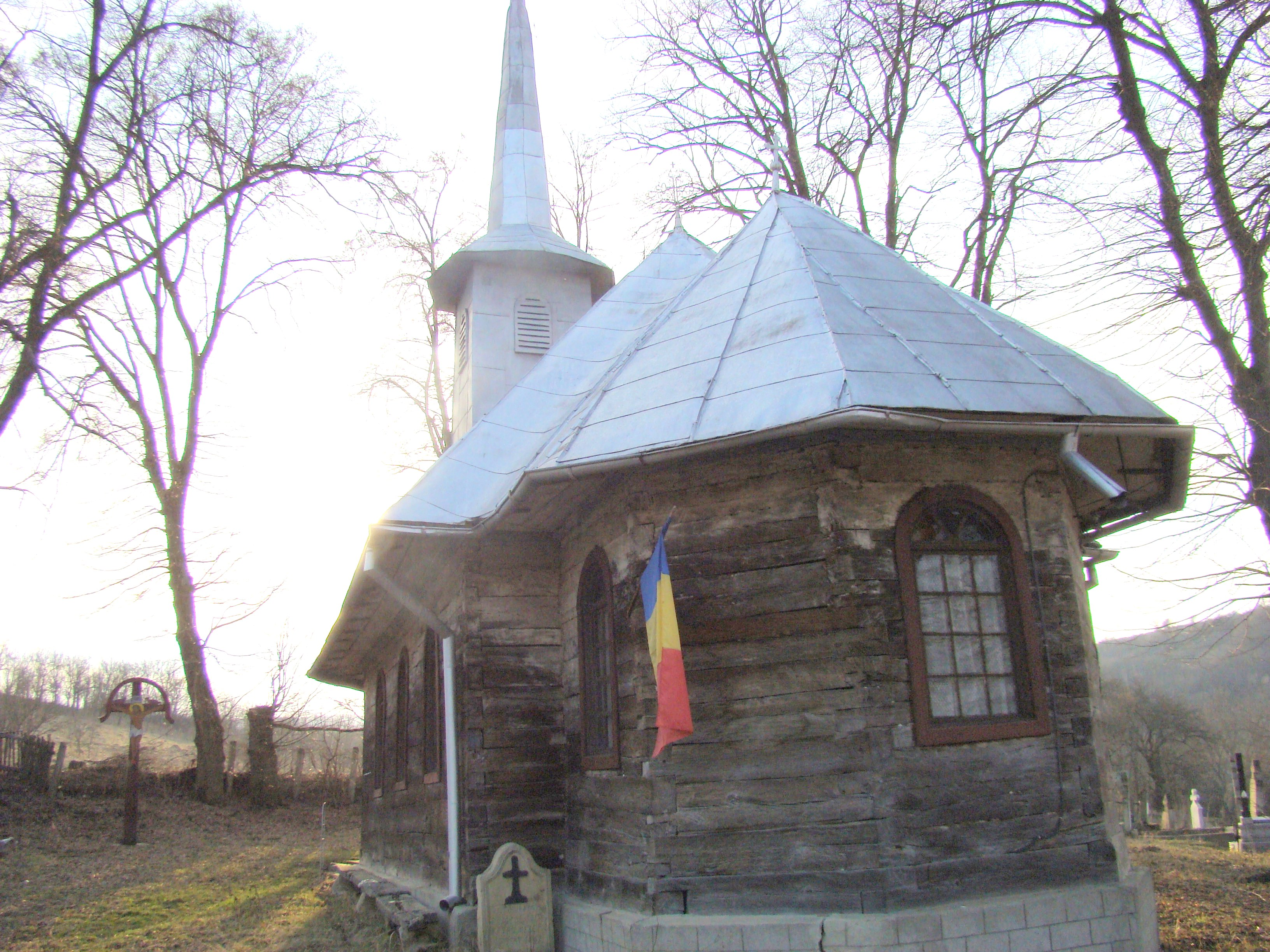
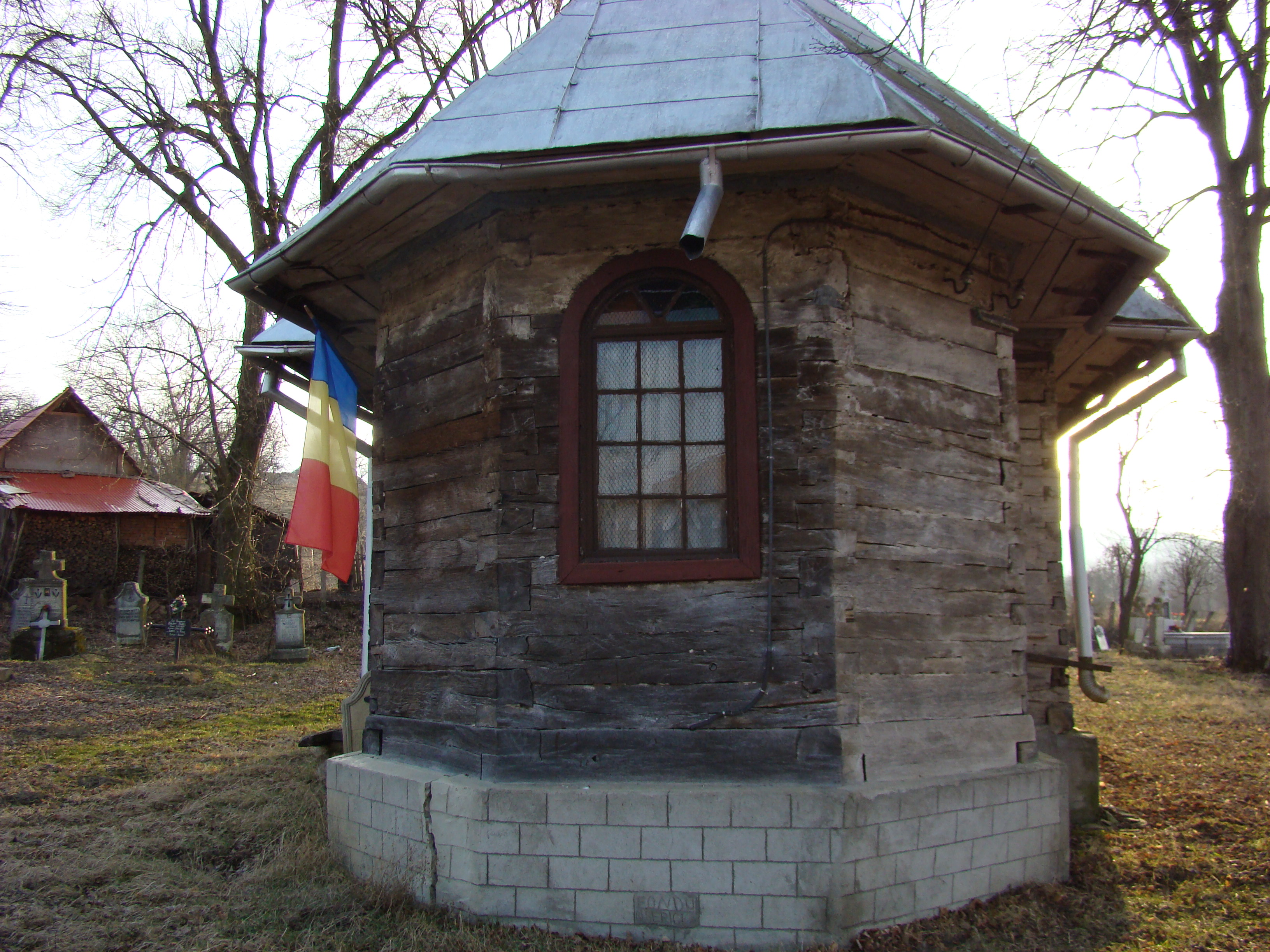
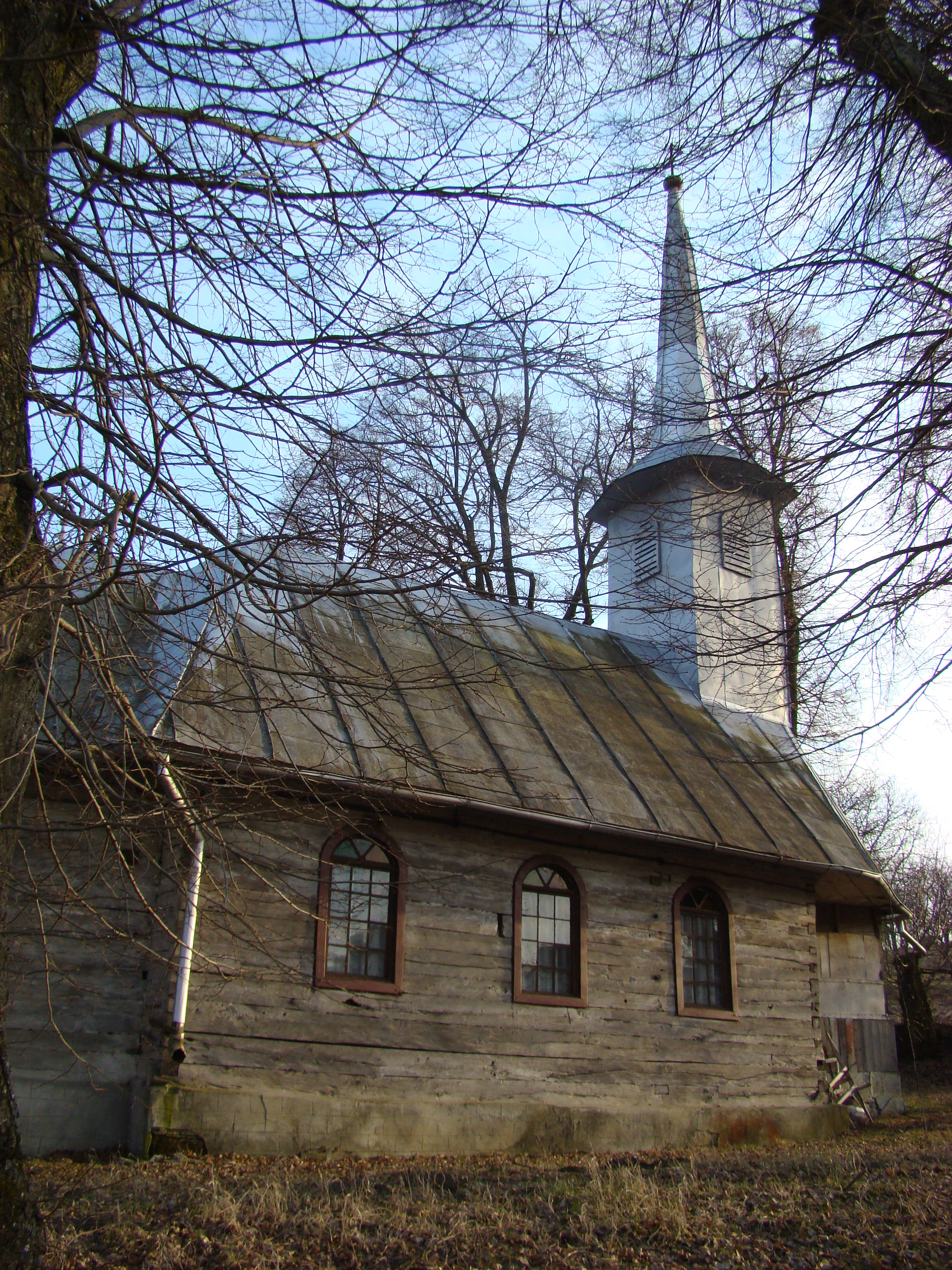
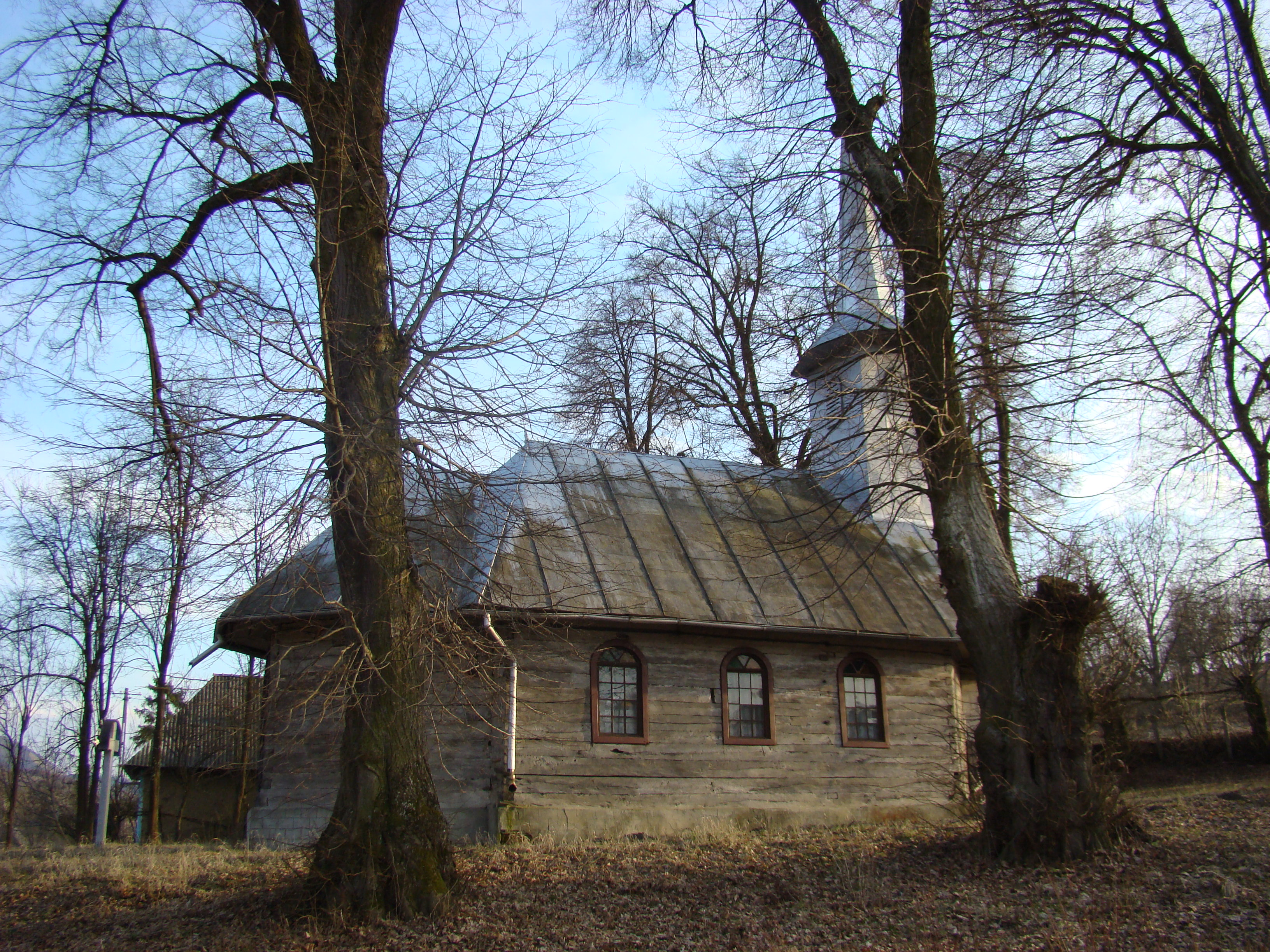
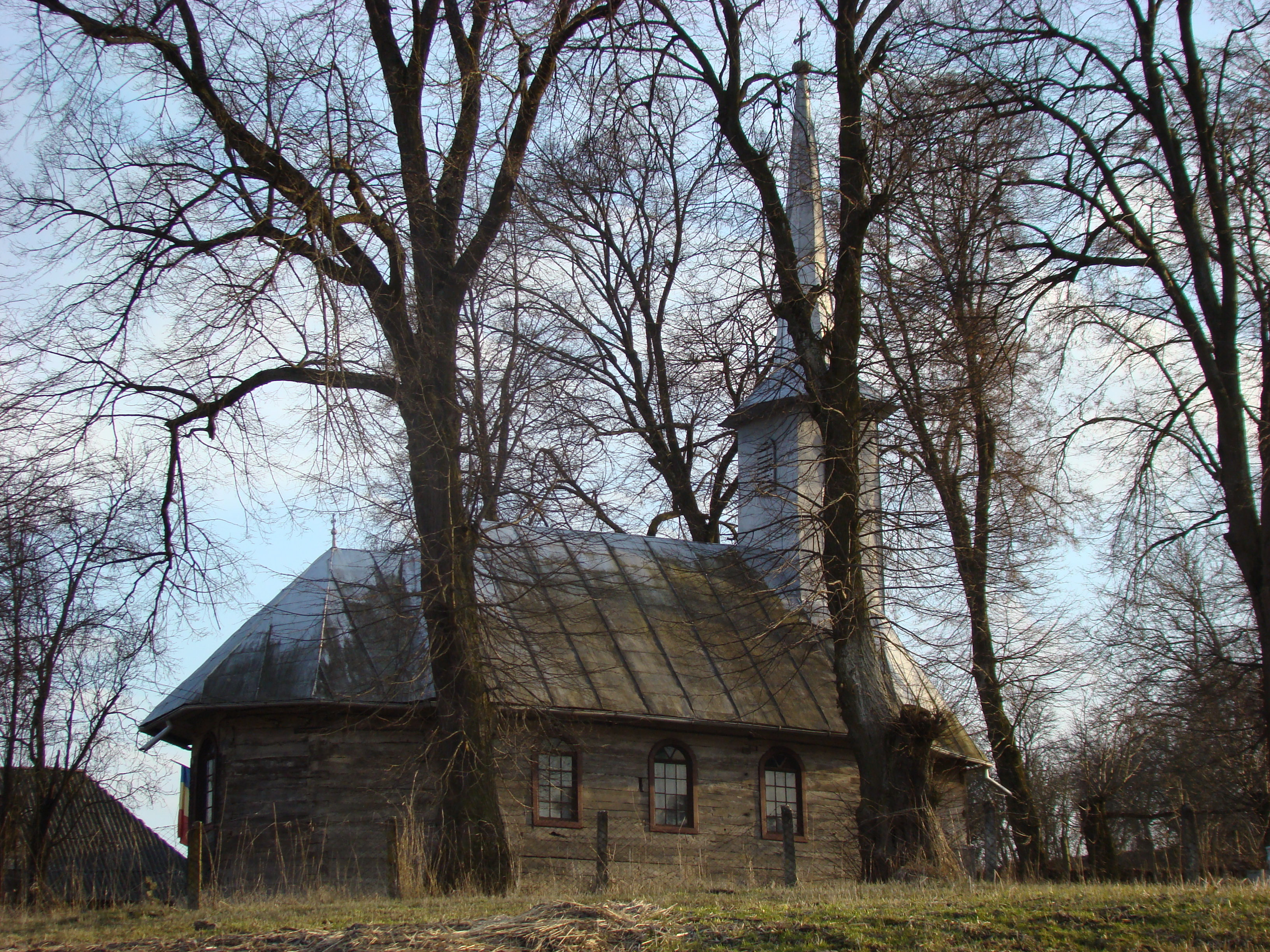
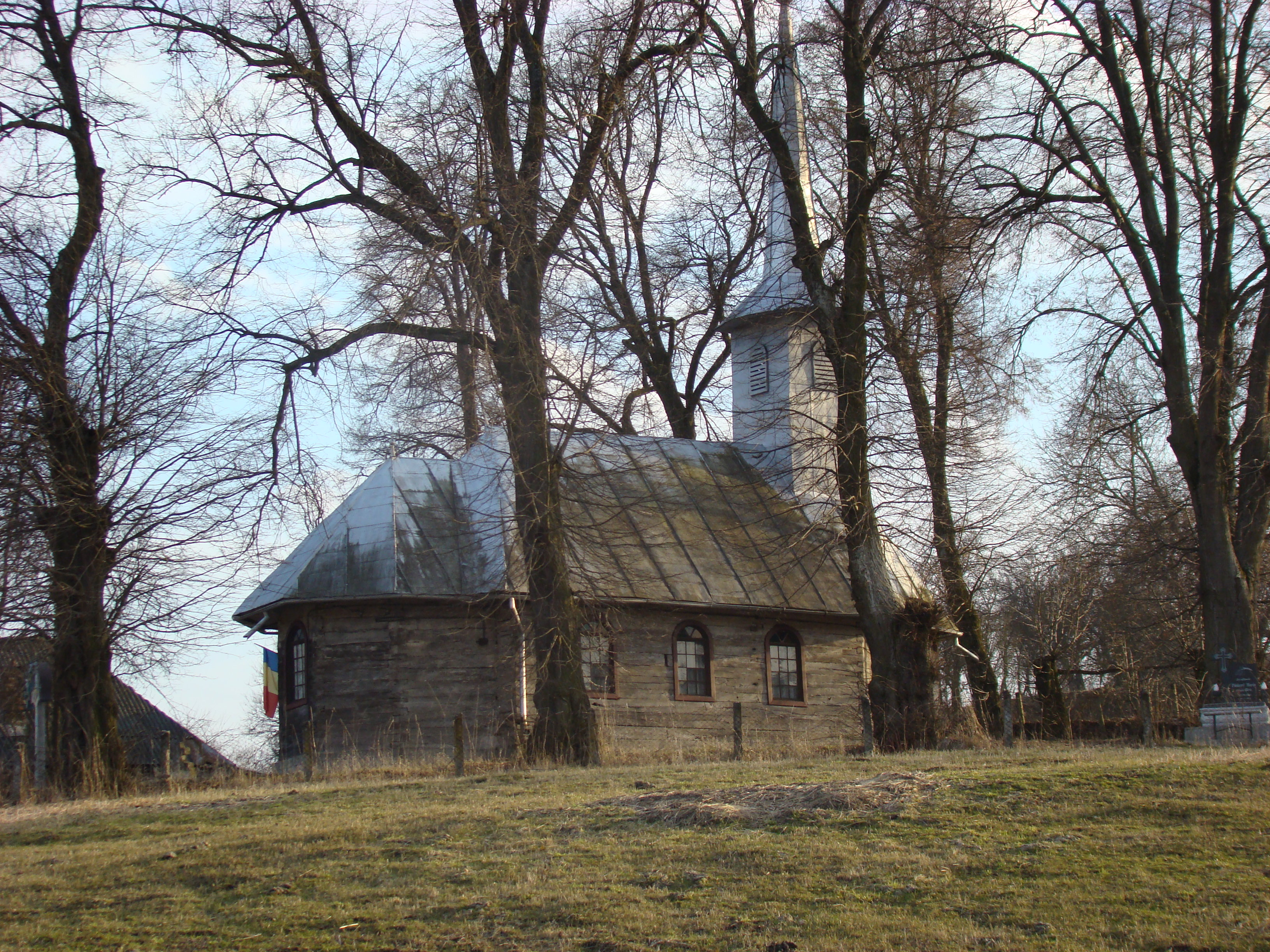
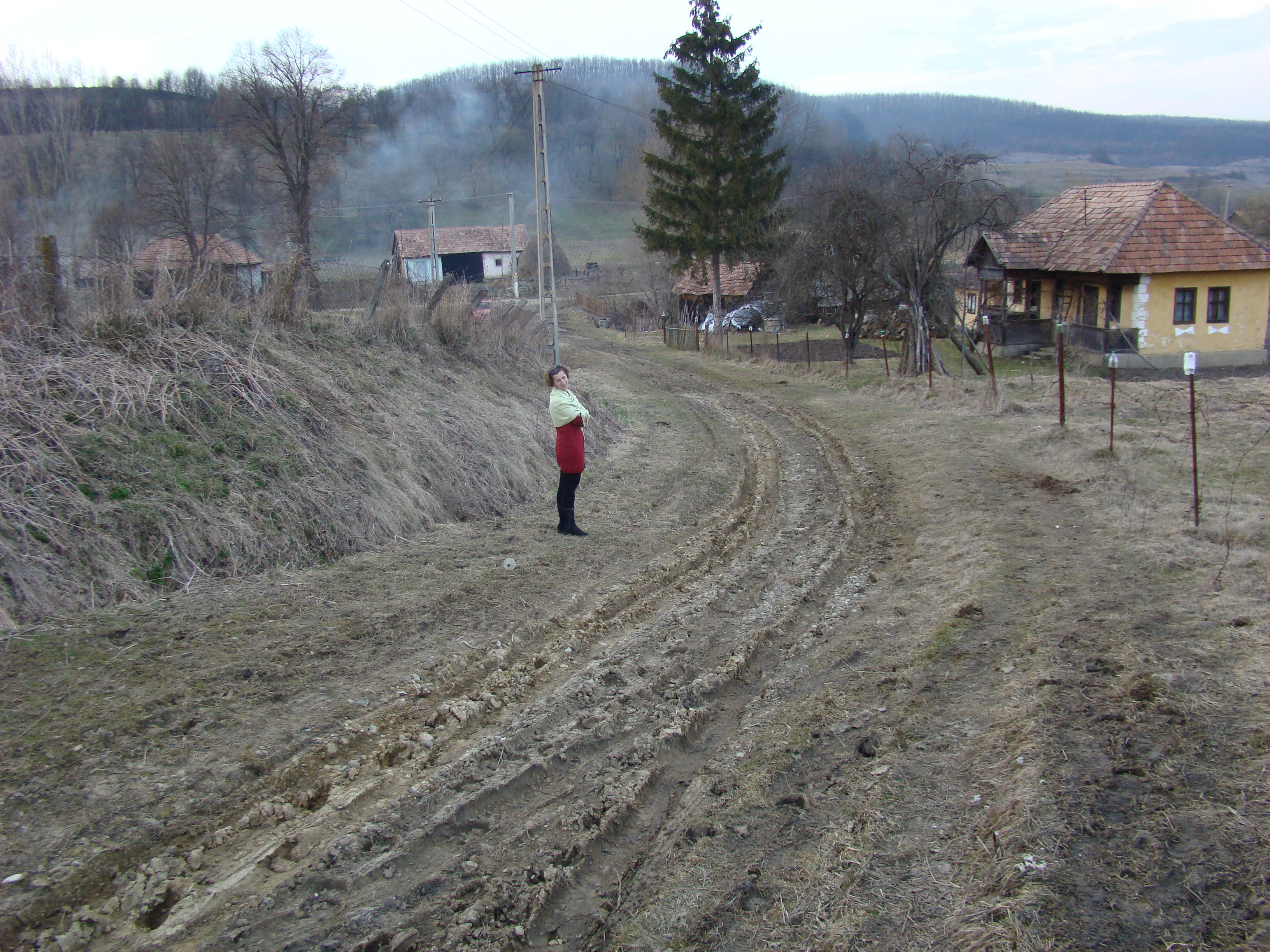